# Jean-Yves Bigras
Pour les articles homonymes, voir Bigras.
Jean-Yves Bigras (19 mai 1919 à Ottawa  au Canada - 17 août 1966 à Montréal au Canada) est un réalisateur, monteur, scénariste et producteur canadien,.

## Biographie
Jean-Yves Bigras, originaire d'Ottawa, est initié très tôt par sa famille à l'art du théâtre. Il fait des études classiques à l'Université d'Ottawa, où il participe aux premières réalisations du poste radiophonique CKCH, puis continue ensuite d'étudier en génie à l'Université Queen's.    
De 1939 à 1942, il est aviateur pour l'armée canadienne puis est chargé, à Québec, de réaliser les premières émissions de radio canadienne francophone pour le programme de recrutement. Démobilisé, il fait partie des premiers canadiens francophones à entrer à l'Office national du film, en 1943. En tant que monteur et réalisateur, il contribue durant les six années suivantes à plus d’une trentaine de documentaires pour cette institution. Il participe notamment à la série Canadian Carries On ainsi qu'au moyen-métrage pour enfants The Boy Who Stopped Niagara, qui l'initiera à la fiction.    
En 1948, il quitte l'ONF et se joint à Renaissance Film pour s'occuper de la section « Renaissance Educ », qui vient tout juste d'être créée et vise à produire des films pour enfants et des disques éducatifs. Seuls un album de disques de contes de Perrault et un court-métrage seront cependant menés à terme.    
Il participera ensuite à la réalisation de quatre longs métrages québécois. En tant que directeur de production, il commence par réaliser des séquences d’actions de bagarres et de drave du film Le Gros Bill, de René Delacroix, qui sort en 1949. À la suite de cette expérience, il réalise la comédie musicale Les lumières de ma ville, qui prend l'affiche en octobre 1950 à Montréal, mais est mal reçue par la critique et le public. Malgré cet échec, il lui est confié la réalisation d’un second long-métrage, La Petite Aurore l’enfant martyre, qui rencontrera à l’inverse un immense succès et deviendra un film marquant du début de la cinématographie québécoise.   
Avant son dernier long-métrage, Jean-Yves Bigras fait un détour par la radio pour réaliser deux séries radiophoniques pour la station CKVL : Les Secrets de la vie et Zézette. ll entre par la suite au service de Radio-Canada et en devient l’un des principaux réalisateurs. En 1954 sortira son dernier long-métrage cinématographique, L’Esprit du mal, un mélodrame qui s’avérera être un échec cuisant auprès du public et de la critique.   
Terminant principalement sa carrière à la télévision, il réalise de nombreux télé-théâtres et participe à partir de 1962 à l'émission Images en tête. Il devient dans ce cadre l'animateur du Club Ciné 8, qui enseigne aux jeunes les techniques du cinéma 8mm.  
Marié et père de quatre enfants, il décède à Montréal à l'âge de 47 ans.

## Filmographie

### Comme Réalisateur
- 1945 : Reportages nº 115
- 1949 : Le Gros Bill
- 1950 : Les Lumières de ma ville
- 1952 : La Petite Aurore, l'enfant martyre
- 1954 : L'Esprit du mal
- 1959 : Le Prospecteur et la technique

### Comme Monteur
- 1947 : The Boy Who Stopped Niagara
- 1950 : Les Lumières de ma ville
- 1952 : La Petite Aurore, l'enfant martyre

### Comme Scénariste
- 1945 : Reportages nº 115
- 1950 : Les Lumières de ma ville

### Comme Producteur
- 1957 : Radisson (série TV)